# Rasztów

Rasztów (prononciation : [ˈraʂtuf]) est un village polonais de la gmina de Klembów dans le powiat de Wołomin de la voïvodie de Mazovie dans le centre-est de la Pologne.
Il se situe à environ 5 kilomètres à l'ouest de Klembów (siège de la gmina), 8 kilomètres au nord de Wołomin (siège du powiat) et à 27 kilomètres au nord-est de Varsovie (capitale de la Pologne).

## Histoire
De 1975 à 1998, le village appartenait administrativement à la voïvodie d'Ostrołęka.